# Carlo Pallavicino
Carlo Pallavicino (také Pallavicini nebo Palavicino) (1640? Salò – 29. ledna 1688 Drážďany) byl italský hudební skladatel.

## Život
Již v dětském věku se stal sboristou v bazilice sv. Antonína v Padově. Zde získal základní hudební vzdělání a 20. února 1655 byl jmenován třetím varhaníkem. V roce 1656 byly v Teatro San Moise v Benátkách uvedeny jeho první opery Demetrius a Aurelian.
V roce 1667 odešel do Drážďan, kde působil na dvoře kurfiřta Jana Jiřího II. jako zástupce kapelníka a po smrti Heinricha Schütze v roce 1672 jako první kapelník. V Drážďanech se věnoval hlavně chrámové hudbě. Svědčí o tom to, že se v Drážďanech dochovala řada jeho církevních skladeb a další Pallavicinova opera se hrála až v roce 1674 v Benátkách.
V červnu roku 1673 se vrátil na post varhaníka v chrámu svatého Antonína v Padově. Zůstal tam však krátce, protože od roku 1674 do roku 1685 byl sbormistrem v ústavu pro nevyléčitelně nemocné Ospedale degli Incurabili v Benátkách. Pro tento ústav zkomponoval několik oratorií.
V roce 1685 navštívil Benátky Jan Jiří III. Saský, syn jeho prvního drážďanského zaměstnavatele, a nabídl Pallavicinovi na saském dvoře postavení ředitele komorní a divadelní hudby (camerae teatralis musicae praefectus). Pallavicino přijal a působil pak v Drážďanech až do své smrti v roce 1688.
Carlo Pallavicino byl otcem libretisty Stefana Benedetta Pallaviciniho a zřejmě i skladatele Vincenze Pallaviciniho.

## Dílo

### Opery
- Demetrio (libreto Giacomo dall'Angelo, 1666 Benátky, Teatro San Moisè)
- Aureliano (libreto Giacomo dall'Angelo, 1666 Benátky, Teatro San Moisè)
- Il tiranno humiliato d'amore ovvero Il Meraspe (libreto Giovanni Faustini, 1667 Benátky, Teatro Santi Giovanni e Paolo)
- Diocleziano (libreto Matteo Noris, 1674 Benátky, Teatro Santi Giovanni e Paolo)
- Enea in Italia (libreto Giacomo Francesco Bussani, 1675 Benátky, Teatro Santi Giovanni e Paolo)
- Galieno (libreto Matteo Noris, 1675 Benátky, Teatro Santi Giovanni e Paolo)
- Vespasiano (libreto Giulio Cesare Corradi, 1678 Benátky, Teatro San Giovanni Grisostomo)
- Nerone (libreto Giulio Cesare Corradi, 1679 Benátky, Teatro San Giovanni Grisostomo)
- Le amazoni nell'isole fortunate (libreto Francesco Maria Piccioli, 1679, Piazzola sul Brenta, soukromé divadlo benátského prokurátora Marca Contariniho)
- Messalina (libreto Francesco Maria Piccioli, 1679, Benátky, S. Salvatore)
- Bassiano ovvero Il maggior impossibile (libreto Matteo Noris, 1682, Benátky, Teatro Santi Giovanni e Paolo)
- Carlo re d'Italia (libreto Matteo Noris, 1682, Benátky, Teatro San Giovanni Grisostomo)
- Il re infante (libreto Matteo Noris, 1683, Benátky, Teatro San Giovanni Grisostomo)
- Licinio imperatore (libreto Matteo Noris, 1683, Benátky, Teatro San Giovanni Grisostomo)
- Ricimero re de' Vandali (libreto Matteo Noris, 1684, Benátky, Teatro San Giovanni Grisostomo)
- Massimo Puppieno (libreto Aurelio Aureli, 1684, Benátky, Teatro Santi Giovanni e Paolo)
- Penelope la casta (libreto Matteo Noris, 1685, Benátky, Teatro San Giovanni Grisostomo)
- Amore inamorato (libreto Matteo Noris, 1686, Benátky, Teatro San Giovanni Grisostomo)
- Didone delirante (libreto Antonio Franceschi, 1686 Benátky, Teatro Santi Giovanni e Paolo)
- L'amazone corsara ovvero L'Alvida regina de' Goti (libreto Giulio Cesare Corradi, 1686, Benátky, Teatro Santi Giovanni e Paolo)
- Elmiro re di Corinto (libreto Vincenzo Grimani a Girolamo Frisari, 1686, Benátky, Teatro San Giovanni Grisostomo)
- La Gierusalemme liberata (libreto Vincenzo Grimani a Girolamo Frisari podle Torquata Tassa, 1687 Benátky, Teatro San Giovanni Grisostomo)
- Antiope (libreto Stefano Benedetto Pallavicini, 1689, Drážďany)

### Oratoria
- S. Francesco Xaverio
- La vita e morte di santa Teresa
- Fuga nella nascita, vita e morte di santa Teresa
- Maddalena penitente
- Le allegrezze di Maria Vergine